# Jana Schmidt

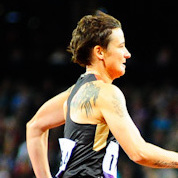
Jana Schmidt, 2012

Jana Schmidt (* 13. Dezember 1972 in Teterow) ist eine deutsche Leichtathletin im Behindertensport.

## Karriere
Sie startet in den Klassen T/F42 in den Disziplinen Kugelstoßen, 100-Meter-Lauf und Weitsprung für den 1. LAV Rostock. Jana Schmidt wird von Peter Schörling trainiert, ihre persönlichen Bestleistungen sind 16,01 s beim 100-Meter-Lauf und 9,58 m im Kugelstoßen. Bei den Paralympics 2008 in Peking wurde sie Fünfte beim Kugelstoßen. Bei den Weltmeisterschaften 2009 erreichte sie den 1. Platz im 100-Meter-Lauf und den 2. Platz beim Kugelstoßen. 2012 nahm sie auch an den Paralympics in London erfolgreich teil und belegte im 100-Meter-Sprint den 3. Platz. 2013 bei den Weltmeisterschaften in Lyon holte Schmidt dann Gold im Kugelstoßen und jeweils Silber im Weitsprung und 100-Meter-Lauf. 2014 bei den Europameisterschaften wurde sie zweimal Dritte (100-Meter-Lauf und Weitsprung). Das Kugelstoßen in der Startklasse wurde gestrichen, sodass nur noch 100 Meter und Weitsprung möglich sind.
Jana Schmidt arbeitete als Sportbetreuerin, doch mittlerweile ist sie Frührentnerin. Sie wurde 2011 Sportlerin des Jahres in Mecklenburg-Vorpommern.